# Cross Color
Cross Color [ˈkɹɒs ˈkʌlə] ist ein englischer Begriff für schillernde Farbeffekte an Strukturen einer bestimmten Größe – etwa grob gewebten oder feinkarierten Textilien – in einem analog übertragenen Farbfernsehbild. Bei einem NTSC-Bild kommt es zu einem Regenbogeneffekt, wenn sich das Muster langsam zur Seite bewegt. Bei PAL verursachen feine Muster abwechselnd rot und grün flimmernde Flächen und bei SECAM intensiv blaue und gelbe Farbblitze (Secam-Gewitter). 
Diese entstehen dadurch, dass feine Helligkeits-Strukturen Signalkomponenten in der Nähe des Farbträgers (englisch color) verursachen, die dann im Empfänger als Farbsignal fehlinterpretiert werden. Den umgekehrten Fall nennt man Cross Luminance.
Cross Color wird in aktuellen TV-Anwendungen mit Kammfiltern (comb filter) reduziert, die sowohl für NTSC- als auch für PAL-Signale existieren. Durch den Einsatz moderner 3D-Kammfilter lässt sich der Cross-Color-Effekt nahezu eliminieren.
Der Effekt kann auch bereits senderseitig unterbunden werden, indem die störenden Anteile aus dem Helligkeitssignal entfernt werden.
Beim Digitalfernsehen kommt dieser Effekt nicht mehr vor, vorausgesetzt, dass das Signal von der Kamera bis zum Bildschirm zu keinem Zeitpunkt als herkömmliches analoges Fernsehsignal verarbeitet wird.